# Marie, hraběnka z Harewoodu
Marie, královská princezna a hraběnka z Harewoodu (Viktorie Alexandra Alice Marie; 25. dubna 1897, York Cottage – 28. března 1965, Harewood House), byla členka britské královské rodiny. Byla jedinou dcerou krále Jiřího V. a královny Marie, sestrou králů Eduarda VIII. a Jiřího VI. a tetou Alžběty II. V první světové válce vykonávala charitativní činnost na podporu vojáků a jejich rodin. V roce 1922 se provdala za Henryho Lascellese, vikomta Lascellese (později 6. hraběte z Harewoodu). V roce 1932 získala Mary titul královská princezna. Během druhé světové války byla velitelkou ženských pomocných pozemních sborů. Královská princezna a hrabě z Harewoodu měli dva syny, George Lascellese, 7. hraběte z Harewoodu, a ctihodného Geralda Lascellese.

## Život
Princezna Mary se narodila 25. dubna 1897 v York Cottage na panství Sandringham v Norfolku za vlády své prababičky královny Viktorie. Byla třetím dítětem a jedinou dcerou vévody a vévodkyně z Yorku. Její otec byl jediným přeživším synem prince a princezny z Walesu, zatímco její matka byla nejstarším dítětem a jedinou dcerou vévody a vévodkyně z Tecku.

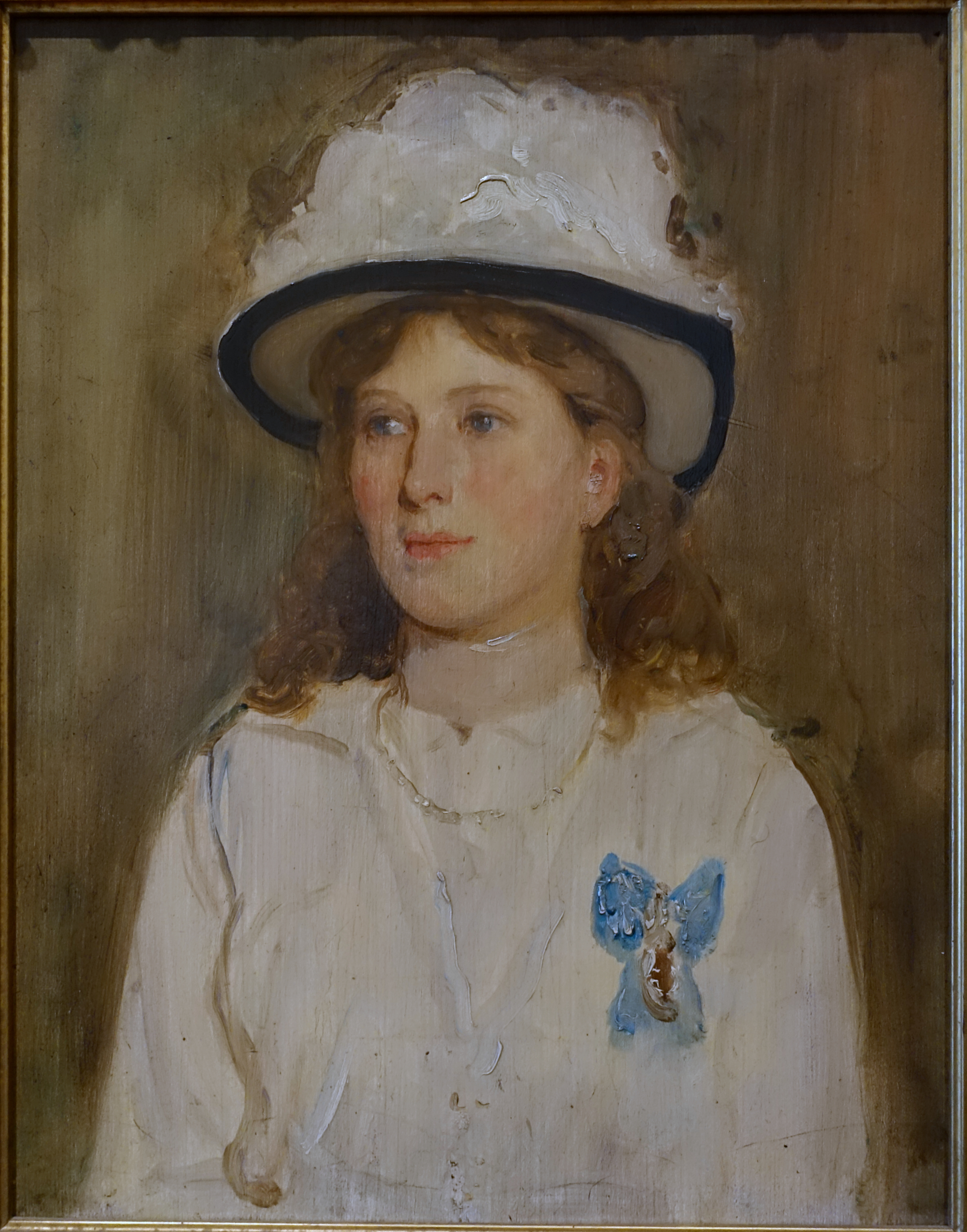
Marie v dětství, 1911

Jméno Victoria Alexandra Alice Mary dostala po své prababičce z otcovy strany, královně Viktorii, babičce z otcovy strany, Alexandře, princezně z Walesu, babičce z matčiny strany, Marii Adelaidě, vévodkyni z Tecku, a pratetě, Alici, velkovévodkyni hesenské a rýnské, s níž sdílela narozeniny. Byla známá pod posledním ze svých křestních jmen, Marie. V době svého narození byla pátá v nástupnické linii, za svým dědečkem, otcem a staršími bratry Eduardem a Albertem.
Marie byla pokřtěna 7. června 1897 Williamem Dalrymplem Maclaganem, arcibiskupem z Yorku, v kostele svaté Máří Magdalény nedaleko Sandringhamu. Jejími kmotry byli: královna Viktorie (její prababička), řecký král Jiří I. (její prastrýc z otcovy strany), ruská carevna vdova (její prateta z otcovy strany), princ a princezna z Walesu (její prarodiče z otcovy strany), vévodkyně z Tecku (její babička z matčiny strany), princezna Viktorie z Walesu (její teta z otcovy strany) a princ František z Tecku (její strýc z matčiny strany). 

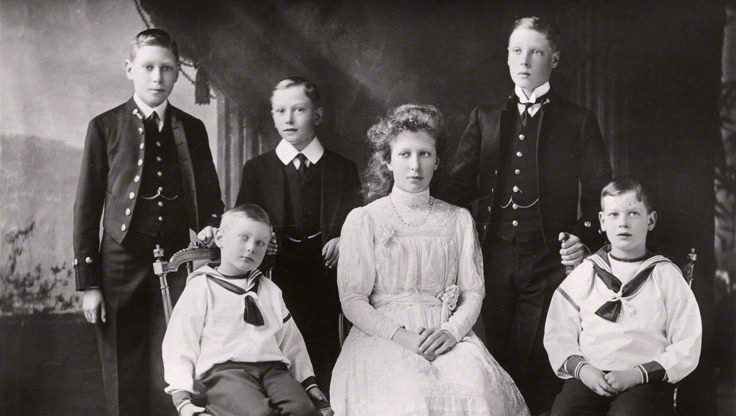
Princezna Marie se svými bratry, 1910

Její dědeček nastoupil na trůn v roce 1901, když byly Marii tři roky.
Princeznu Marii vychovávaly guvernantky, ale o některé hodiny se dělila se svými bratry Eduardem, Albertem a Henrym. Plynně ovládala němčinu a francouzštinu a celý život se zajímala o koně a dostihy. Poprvé se objevila na státní korunovaci svých rodičů, krále Jiřího V. a královny Marie, ve Westminsterském opatství 22. června 1911.

## Dobročinnost
Během první světové války navštěvovala princezna Marie se svou matkou nemocnice a sociální organizace; pomáhala s projekty, které měly poskytnout útěchu britským vojákům a pomoc jejich rodinám. Jedním z těchto projektů byl Princess Mary Christmas gift box (Vánoční dárkový fond princezny Marie), jehož prostřednictvím byly o Vánocích 1914 zaslány sloužícím britským vojákům a námořníkům dárky v celkové hodnotě 100 000 liber (ekvivalent 12,1 milionu liber v roce 2023).

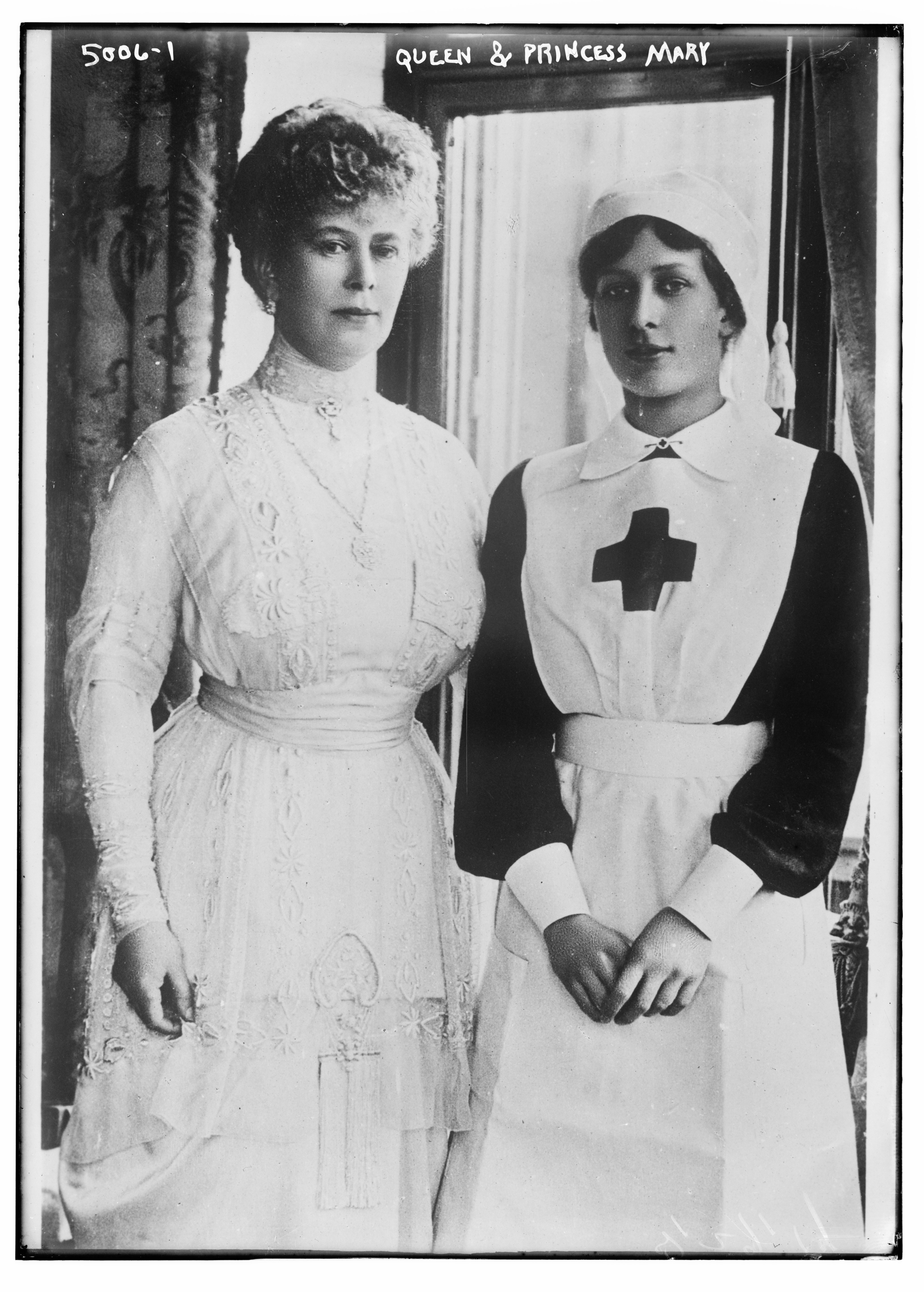
Princezna Marie se svou matkou královnou Marií za první světové války

Aktivně se podílela na propagaci hnutí Girl Guide, VAD a Land Girls. V červnu 1918 po oznámení v časopise The Gentlewoman nastoupila do ošetřovatelského kurzu v nemocnici Great Ormond Street Hospital a dva dny v týdnu pracovala na ,,Alexandřině oddělení."
Dne 20. listopadu 1918 se princezna Mary stala prvním členem královské rodiny, který navštívil Francii po uzavření příměří. Navštívila střediska spojená s císařskou vojenskou ošetřovatelskou službou královny Alexandry nebo jednotky dobrovolných oddílů pomoci a nemocnice s raněnými vojáky.
Královské povinnosti princezny Marie odrážely její zájem o ošetřovatelství, hnutí Girl Guide a Women's Services. V období před jejím sňatkem se dívky a ženy v Britském impériu se jménem Mary nebo jeho variantami (včetně Marie, May a Miriam) sdružily do spolku „The Marys of the Empire“ a věnovaly peníze na svatební dar. Tento fond věnovala spolku Girl Guides na nákup panství Foxlease a po výstavě svatebních darů přispěla na stejný účel také polovinou výtěžku na údržbu, celkem 10 000 liber, což umožnilo realizaci projektu.
V roce 1920 se stala čestnou předsedkyní British Girl Guide Association, kterou byla až do své smrti. Za svůj přínos hnutí obdržela ocenění Silver Fish Award, nejvyšší ocenění pro dospělé. V červenci 2013 bylo oznámeno, že společnost British Pathé objevila filmovou kroniku z roku 1927, na níž předkové Catherine Middletonové jako lordi starostové Leedsu hostí princeznu Marii v Křesťanském sdružení mladých žen v Hunsletu v Leedsu; sir Charles Lupton i jeho bratr Hugh Lupton byli strýci Olive Middletonové, prababičky princezny z Walesu. V roce 1921 se princezna stala první patronkou sdružení Not Forgotten Association a tuto funkci zastávala až do své smrti v roce 1965. První vánoční čajový dýchánek této charitativní organizace uspořádala Mary v paláci svatého Jakuba v roce 1921, kdy pozvala 600 zraněných vojáků na odpolední čaj, a od té doby se tato akce koná každoročně. V roce 1926 se princezna Marie stala vrchní velitelkou oddílů britského Červeného kříže.
Ve dvacátých letech 20. století byla patronkou hudebního festivalu Leeds Triennial Musical Festival. Ve čtyřicátých letech se princezna Marie účastnila zahajovacích večerů a mnoha představení festivalu, stejně jako její syn George a jeho manželka, hraběnka z Harewoodu, rozená Marion Steinová, bývalá koncertní klavíristka. George byl známým hudebním kritikem, jehož kariéra zahrnovala roli uměleckého ředitele hudebního festivalu Leeds Triennial Musical Festival.

## Manželství a potomci

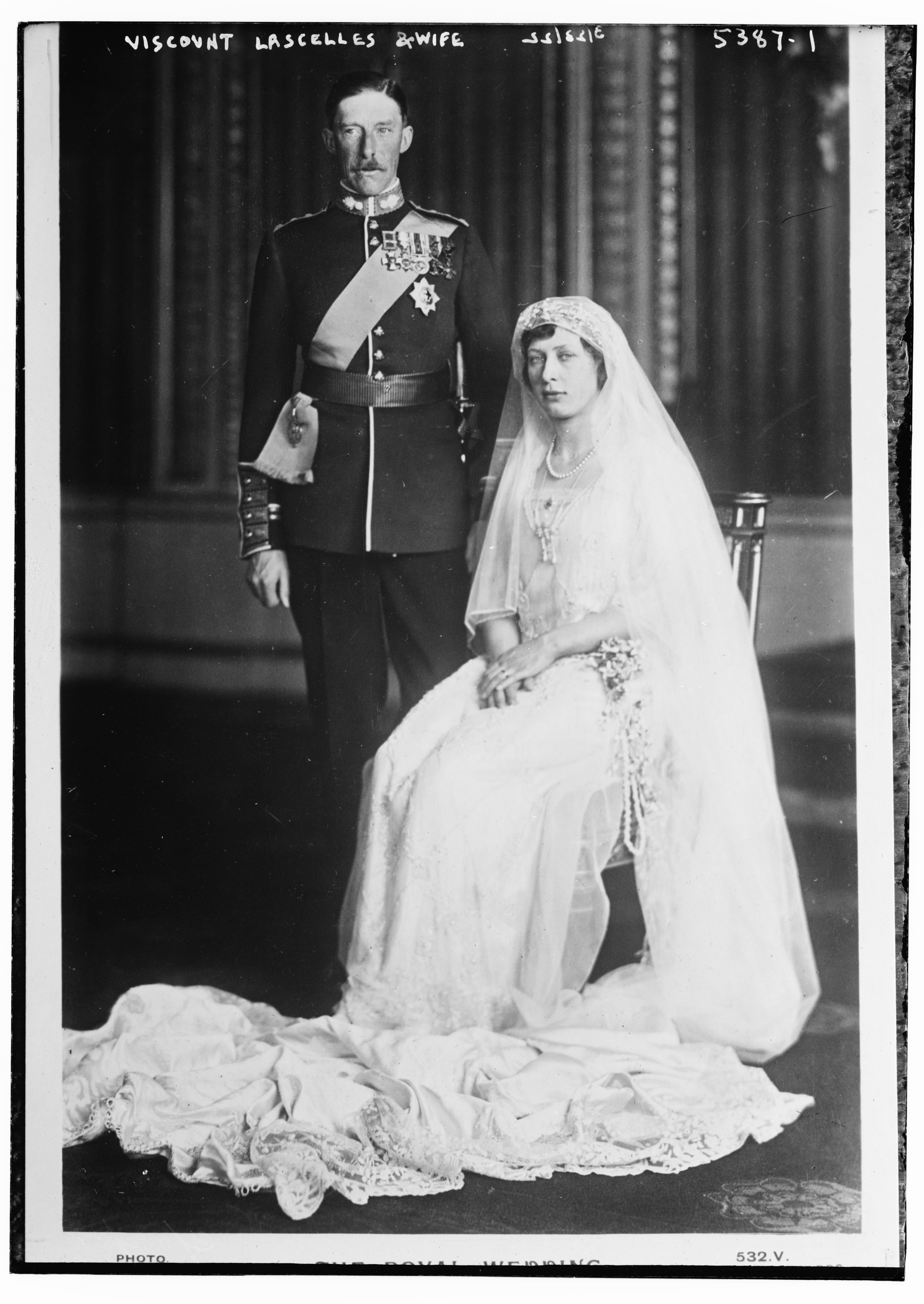
Svatební fotografie princezny Marie a jejího manžela vikomta Henryho Lascellese

Dne 28. února 1922 se vdala za vikomta Lascellese, syna Henry Lascelles, 5. hraběte z Harewoodu a Lady Florence Bridgeman. Nevěstě bylo 24 let, zatímco ženichovi 39 let.
Jejich svatba se konala ve Westminsterském opatství a přilákala velké davy lidí podél cesty do Buckinghamského paláce. Obřad byl první královskou svatbou, o které psaly módní časopisy, včetně Vogue. Byla to první královská událost, které se zúčastnila lady Elizabeth Bowes-Lyonová, přítelkyně princezny Marie, jako jedna z družiček. Později se provdala za Mariina bratra, prince Alberta, a po jeho nástupu na trůn v roce 1936 se stala královnou Spojeného království.
Princezna Marie a lord Lascelles měli spolu dva syny:
- 1. George Lascelles, 7. hrabě z Harewoodu (7. 2. 1923 Londýn – 11. 7. 2011 tamtéž), sňatek s Marion Stein a později s Patricií Tuckwell
  - I. ⚭ 1949 Marion Stein (18. 10. 1926 Vídeň – 6. 3. 2014), rozvedli se roku 1967
  - II. ⚭ 1967 Patricia Tuckwell (24. 11. 1926 Melbourne – 4. 5. 2018 Leeds)
- 2. Gerald David Lascelles (21. 8. 1924 Goldsborough – 27. 2. 1998 Bergerac)
  - I. ⚭ 1952 Angela Dowding (20. 4. 1919 Londýn – 28. 2. 2007 Virginia Water), rozvedli se v roce 1978
  - II. ⚭ 1978 Elizabeth Collingwood (23. 4. 1924 Londýn – 14. 1. 2006)

Princezna a její manžel měli domy v Londýně (Chesterfield House, Westminster) a v Yorkshiru (nejprve Goldsborough Hall a později Harewood House). 
Poté, co se po smrti svého tchána stala hraběnkou z Harewoodu, se princezna Marie přestěhovala do Harewood House a aktivně se zajímala o výzdobu interiérů a renovaci sídla rodiny Lascellesů. V rámci zemědělských aktivit se princezna Marie stala také odbornicí na chov dobytka a byla členkou správní rady Královské zemědělské společnosti Anglie, jejímž prezidentem byl její manžel.
V první polovině 20. století příležitostně jezdila s Bramham Moor Hunt - lord Harewood byl mistrem honu - a bavila mnoho milovníků dostihů na večírcích v Harewoodově domě při dostihových závodech ve Wetherby a Yorku.

## Princess Royal

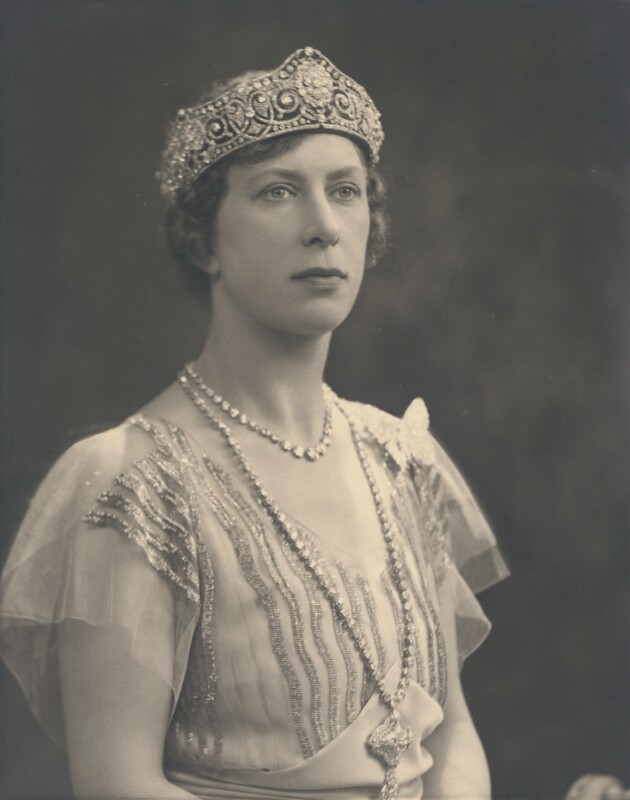
Marie, hraběnka z Harewoodu, v roce 1937

6. října 1929 se lord Lascelles, který byl po svatbě jmenován rytířem Podvazkového řádu, stal nástupcem svého otce jako 6. hrabě z Harewoodu, vikomt Lascelles a baron Harewood. Dne 1. ledna 1932 Jiří V. prohlásil, že jeho jediná dcera ponese titul Princess Royal (princezna královská), a to po své tetě princezně Luise, vévodkyni z Fife, která zemřela o rok dříve.
Princezna si byla obzvláště blízká se svým nejstarším bratrem, princem z Walesu, který byl pro své blízké známý jako David a který se po smrti svého otce v roce 1936 stal Eduardem VIII. Po abdikační krizi odjela se svým manželem k bývalému Eduardovi VIII, v té době jmenovanému vévodovi z Windsoru, na zámek Enzesfeld u Vídně. Později, v listopadu 1947, údajně odmítla účast na svatbě své neteře, princezny Alžběty, s poručíkem Philipem Mountbattenem, protože vévoda z Windsoru nebyl pozván. Jako oficiální důvod své neúčasti uvedla špatný zdravotní stav. V březnu 1953 přerušila svou cestu po Západní Indii a před návratem do Londýna udělala nečekanou odbočku do New Yorku, kde se setkala s vévodou a vévodkyní z Windsoru. Pózovala s nimi na fotografiích předtím, než s vévodou nastoupili na loď, na které pluli navštívit svou nemocnou matku, královnu Marii.
Po vypuknutí druhé světové války se princezna stala hlavní kontrolorkou a později velitelkou Pomocné teritoriální služby, která byla v roce 1949 přejmenována na Ženský královský armádní sbor. V této funkci cestovala po celé zemi a navštěvovala jeho jednotky, stejně jako válečné jídelny a další sociální organizace. Po smrti svého mladšího bratra, vévody z Kentu, v roce 1942 se stala prezidentkou Papworthské nemocnice. V roce 1950 se princezna stala vrchní velitelkou letecké ošetřovatelské služby Královského letectva princezny Marie a v roce 1956 obdržela čestnou hodnost generála britské armády.
Po smrti svého manžela v roce 1947 žila princezna Marie v Harewood House se svým starším synem a jeho rodinou. V roce 1951 se stala rektorkou univerzity v Leedsu a nadále vykonávala oficiální povinnosti doma i v zahraničí. V červnu 1953 se zúčastnila korunovace královny Alžběty II. a později zastupovala královnu na oslavách nezávislosti Trinidadu a Tobaga v roce 1962 a Zambie v roce 1964. Jedním z jejích posledních oficiálních závazků bylo zastupování královny na pohřbu švédské královny Luisy na začátku března 1965. V březnu 1965 navštívila princezna Marie svého bratra, vévodu z Windsoru, na londýnské klinice, zatímco se zotavoval z nedávné operace očí. Princezna se také setkala s jeho manželkou, vévodkyní z Windsoru, což bylo jedno z mála setkání vévodkyně s nejbližší rodinou jejího manžela.

## Úmrtí a odkaz
Dne 28. března 1965 utrpěla Marie smrtelný infarkt během procházky se svým starším synem lordem Harewoodem a jeho dětmi na pozemcích panství Harewood House. Bylo jí 67 let. Po soukromém rodinném pohřbu v York Minster byla pohřbena vedle svého manžela v rodinné hrobce Lascellesových v kostele Všech svatých v Harewoodu. Po její smrti byla v Londýně zpečetěna závěť, v níž byl její majetek oceněn na 347 626 liber (v roce 2022 po úpravě o inflaci na 4,7 milionu liber).
Za života princezny Marie vládlo šest britských panovníků: Viktorie (její prababička), Eduard VII. (její dědeček), Jiří V. (její otec), Eduard VIII. a Jiří VI. (její bratři) a Alžběta II. (její neteř). Obvykle se na ni vzpomíná jako na nekontroverzní postavu královské rodiny. Princeznu ztvárnila Kate Phillipsová v seriálu Panství Downton (2019).

## Vývod z předků
|                             |                                 |  |                      |                                                               |  |  |  |  |  |  |  | Arnošt I. Sasko-Kobursko-Gothajský |
|                             |                                 |  |                      |                                                               |  |  |  |  |  |  |  |                                    |
|                             | Albert Sasko-Kobursko-Gothajský |  |                      |                                                               |  |  |  |  |  |  |  |                                    |
|                             |                                 |  |                      |                                                               |  |  |  |  |  |  |  |                                    |
|                             |                                 |  |                      | Luisa Sasko-Gothajsko-Altenburská                             |  |  |  |  |  |  |  |                                    |
|                             |                                 |  |                      |                                                               |  |  |  |  |  |  |  |                                    |
|                             | Eduard VII.                     |  |                      |                                                               |  |  |  |  |  |  |  |                                    |
|                             |                                 |  |                      |                                                               |  |  |  |  |  |  |  |                                    |
|                             |                                 |  |                      | Eduard August Hannoverský                                     |  |  |  |  |  |  |  |                                    |
|                             |                                 |  |                      |                                                               |  |  |  |  |  |  |  |                                    |
|                             | královna Viktorie               |  |                      |                                                               |  |  |  |  |  |  |  |                                    |
|                             |                                 |  |                      |                                                               |  |  |  |  |  |  |  |                                    |
|                             |                                 |  |                      | Viktorie Sasko-Kobursko-Saalfeldská                           |  |  |  |  |  |  |  |                                    |
|                             |                                 |  |                      |                                                               |  |  |  |  |  |  |  |                                    |
|                             | Jiří V.                         |  |                      |                                                               |  |  |  |  |  |  |  |                                    |
|                             |                                 |  |                      |                                                               |  |  |  |  |  |  |  |                                    |
|                             |                                 |  |                      | Fridrich Vilém Šlesvicko-Holštýnsko-Sonderbursko-Glücksburský |  |  |  |  |  |  |  |                                    |
|                             |                                 |  |                      |                                                               |  |  |  |  |  |  |  |                                    |
|                             | Kristián IX.                    |  |                      |                                                               |  |  |  |  |  |  |  |                                    |
|                             |                                 |  |                      |                                                               |  |  |  |  |  |  |  |                                    |
|                             |                                 |  |                      | Luisa Karolina Hesensko-Kasselská                             |  |  |  |  |  |  |  |                                    |
|                             |                                 |  |                      |                                                               |  |  |  |  |  |  |  |                                    |
|                             | Alexandra Dánská                |  |                      |                                                               |  |  |  |  |  |  |  |                                    |
|                             |                                 |  |                      |                                                               |  |  |  |  |  |  |  |                                    |
|                             |                                 |  |                      | Vilém Hesensko-Kasselský                                      |  |  |  |  |  |  |  |                                    |
|                             |                                 |  |                      |                                                               |  |  |  |  |  |  |  |                                    |
|                             | Luisa Hesensko-Kasselská        |  |                      |                                                               |  |  |  |  |  |  |  |                                    |
|                             |                                 |  |                      |                                                               |  |  |  |  |  |  |  |                                    |
|                             |                                 |  |                      | Luisa Šarlota Dánská                                          |  |  |  |  |  |  |  |                                    |
|                             |                                 |  |                      |                                                               |  |  |  |  |  |  |  |                                    |
| Marie, hraběnka z Harewoodu |                                 |  |                      |                                                               |  |  |  |  |  |  |  |                                    |
|                             |                                 |  |                      |                                                               |  |  |  |  |  |  |  |                                    |
|                             |                                 |  | Ludvík Württemberský |                                                               |  |  |  |  |  |  |  |                                    |
|                             |                                 |  |                      |                                                               |  |  |  |  |  |  |  |                                    |
|                             | Alexandr Württemberský          |  |                      |                                                               |  |  |  |  |  |  |  |                                    |
|                             |                                 |  |                      |                                                               |  |  |  |  |  |  |  |                                    |
|                             |                                 |  |                      | Henrietta Nasavsko-Weilburská                                 |  |  |  |  |  |  |  |                                    |
|                             |                                 |  |                      |                                                               |  |  |  |  |  |  |  |                                    |
|                             | František z Tecku               |  |                      |                                                               |  |  |  |  |  |  |  |                                    |
|                             |                                 |  |                      |                                                               |  |  |  |  |  |  |  |                                    |
|                             |                                 |  |                      | László Rhédy de Kis-Rhéde                                     |  |  |  |  |  |  |  |                                    |
|                             |                                 |  |                      |                                                               |  |  |  |  |  |  |  |                                    |
|                             | Claudine Rhédey von Kis-Rhéde   |  |                      |                                                               |  |  |  |  |  |  |  |                                    |
|                             |                                 |  |                      |                                                               |  |  |  |  |  |  |  |                                    |
|                             |                                 |  |                      | Ágnes Inczédy de Nagy-Várad                                   |  |  |  |  |  |  |  |                                    |
|                             |                                 |  |                      |                                                               |  |  |  |  |  |  |  |                                    |
|                             | Marie z Tecku                   |  |                      |                                                               |  |  |  |  |  |  |  |                                    |
|                             |                                 |  |                      |                                                               |  |  |  |  |  |  |  |                                    |
|                             |                                 |  |                      | Jiří III.                                                     |  |  |  |  |  |  |  |                                    |
|                             |                                 |  |                      |                                                               |  |  |  |  |  |  |  |                                    |
|                             | Adolf z Cambridge               |  |                      |                                                               |  |  |  |  |  |  |  |                                    |
|                             |                                 |  |                      |                                                               |  |  |  |  |  |  |  |                                    |
|                             |                                 |  |                      | Šarlota Meklenbursko-Střelická                                |  |  |  |  |  |  |  |                                    |
|                             |                                 |  |                      |                                                               |  |  |  |  |  |  |  |                                    |
|                             | Marie Adelaida z Cambridge      |  |                      |                                                               |  |  |  |  |  |  |  |                                    |
|                             |                                 |  |                      |                                                               |  |  |  |  |  |  |  |                                    |
|                             |                                 |  |                      | Fridrich Hesensko-Kasselský                                   |  |  |  |  |  |  |  |                                    |
|                             |                                 |  |                      |                                                               |  |  |  |  |  |  |  |                                    |
|                             | Augusta Hesensko-Kaselská       |  |                      |                                                               |  |  |  |  |  |  |  |                                    |
|                             |                                 |  |                      |                                                               |  |  |  |  |  |  |  |                                    |
|                             |                                 |  |                      | Karolina Nasavsko-Usingenská                                  |  |  |  |  |  |  |  |                                    |
|                             |                                 |  |                      |                                                               |  |  |  |  |  |  |  |                                    |